# Пионерный (аэропорт)
Пионерный — аэропорт в Томской области России вблизи вахтового посёлка Пионерный.

## Показатели деятельности
| год             | 2014 | 2015 | 2016 | 2017 |
| тыс. пассажиров | 21,4 | 16,6 | 19,6 | 19,2 |
| Источники:      |      |      |      |      |